# Martin B-57
El Martin B-57 fue un bombardero ligero y avión de reconocimiento bimotor a reacción y de ala media, fabricado por la compañía estadounidense Glenn L. Martin Company durante los años 1950, como una evolución del también bombardero inglés English Electric Canberra, que había realizado su primer vuelo en 1949, y del cual se había adquirido la licencia de fabricación.
El B-57 Canberra tiene la distinción de ser el primer bombardero a reacción en servicio con los Estados Unidos en lanzar bombas en combate. El Canberra se usó ampliamente durante la guerra de Vietnam en la capacidad de bombardeo; también se produjeron versiones dedicadas del modelo que sirvieron como plataformas de reconocimiento aéreo a gran altitud (el Martin RB-57D Canberra) y como aviones de guerra electrónica. El B-57 Canberra también se vendió a clientes de exportación en el extranjero; la Fuerza Aérea paquistaní lo usó en combate durante la guerra indo-pakistaní de 1965 y la guerra indo-pakistaní de 1971.
En 1983, la USAF optó por retirar el modelo; la retirada de B-57 Canberra marcó el final de la era del bombardero táctico. Los tres WB-57F en estado de vuelo restantes están asignados técnicamente al Centro Espacial Johnson de la NASA, junto al Ellington Field en Houston, como aviones de investigación científica a gran altura, pero también han sido usados para realizar pruebas y comunicaciones electrónicas en los Estados Unidos y Afganistán.

## Diseño y desarrollo

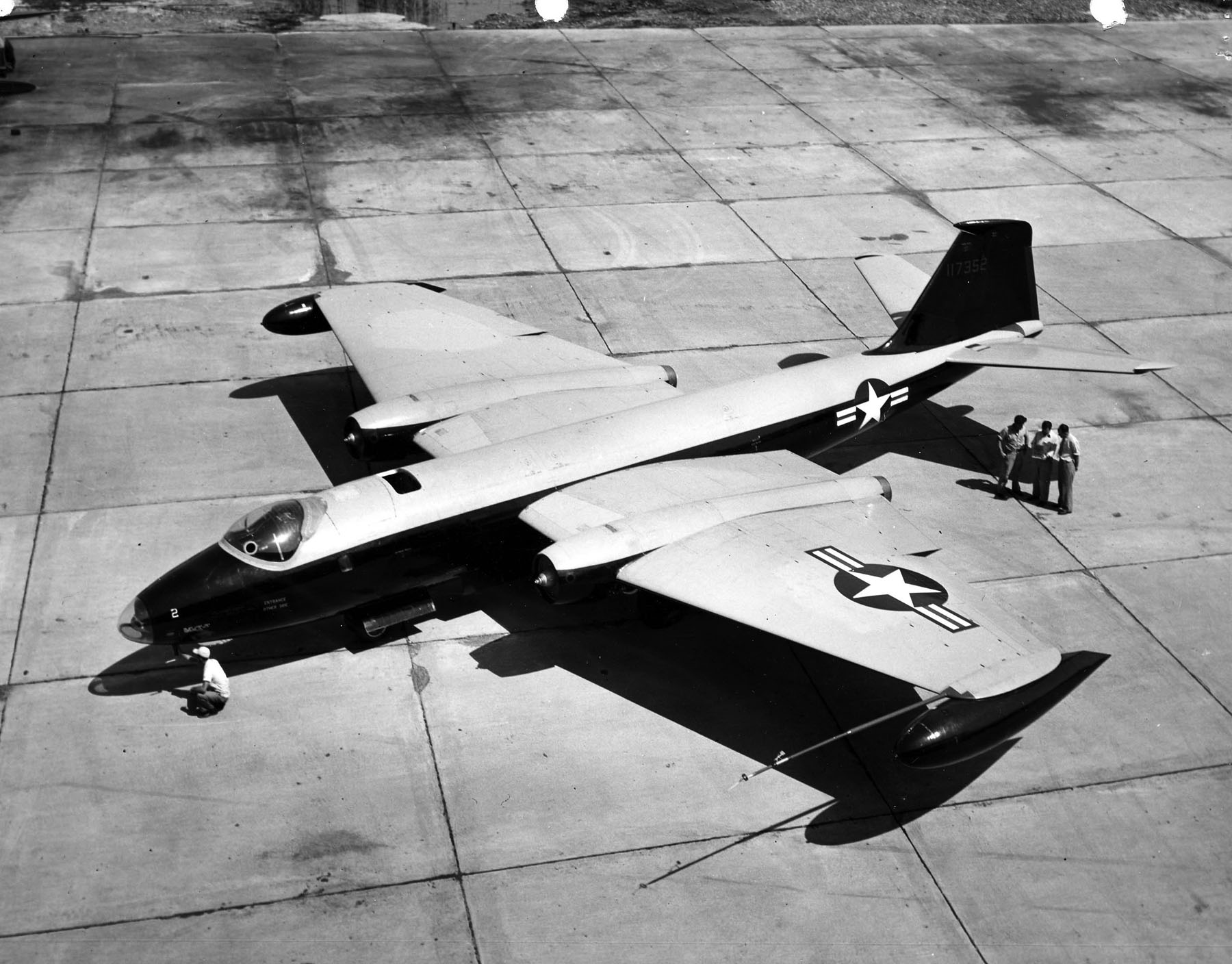
El English Electric Canberra B2 (serial de la RAF WD940) que se utilizó como prototipo del B-57 de la Fuerza Aérea de EE. UU. en 1951.

Con el inicio de la guerra de Corea en el año 1950, la Fuerza Aérea de los Estados Unidos (USAF) se encontró con la necesidad de disponer de un avión que pudiera participar en todo tipo de condiciones climatológicas, ya que el motor de pistón de los Douglas A-26 Invader les limitaba a únicamente poder realizar operaciones diurnas, y en cantidades limitadas. Por este motivo, el 16 de septiembre de 1950, la USAF inició un concurso para el desarrollo de un bombardero a reacción capaz de alcanzar 1020 km/h (630 mph), volar a una altitud de 12 190 metros (40 000 pies) y alcanzar una distancia de 1850 km (1150 millas), además de poder operar en cualquier condición climatológica, y poder ser modificado para operar como avión de reconocimiento. Para acelerar el proceso, únicamente se tomarían en consideración los proyectos que se basaban en aviones ya existentes en ese momento. Los candidatos fueron el Martin XB-51, el North American B-45 Tornado y el North American AJ Savage.
También fueron tomados en consideración algunos aviones extranjeros, como el canadiense Avro Canada CF-100 Canuck y el reciente English Electric Canberra, que en ese momento aún no había entrado en servicio en la Real Fuerza Aérea británica.
El AJ Savage y el B-45 Tornado fueron descartados rápidamente porque sus diseños se habían quedado anticuados y tenían una capacidad de mejora limitada, siendo el primero demasiado lento, y el segundo demasiado pesado. Poco después también dejó de ser candidato el CF-100, ya que era demasiado pequeño y no tenía demasiada autonomía de vuelo. El XB-51, aunque inicialmente parecía una buena opción, disponía de una maniobrabilidad y visibilidad limitadas, además de ser corto y contar con una bodega de armas pequeña.
El 21 de febrero de 1951, un English Electric Canberra B.2, a los mandos del piloto británico Roland Beamont, se convirtió en el primer reactor de la historia en realizar un vuelo sin escalas y sin ser reabastecido de combustible en vuelo a través del océano Atlántico, llegando a Estados Unidos para ser evaluado por la USAF, que lo probó de manera simultánea junto al Martin XB-51, saliendo finalmente el Canberra como ganador, y tomando la Fuerza Aérea la decisión oficial de decantarse por el modelo el 25 de mayo de ese mismo año.
Sin embargo, la compañía English Electric se mostró incapaz de fabricar el avión con la rapidez que requería la USAF, por lo que finalmente el 3 de abril de 1951 se concedió una licencia de fabricación a la compañía estadounidense fabricante de aeronaves Glenn L. Martin Company, recibiendo la denominación B-57 en Estados Unidos (Martin Model 272). Para que la producción fuera más rápida, la primera serie, denominada B-57A fue prácticamente idéntica al English Electric Canberra B.2, salvo que contaba con motores Armstrong Siddeley Sapphire de 32 kN cada uno (7200 lbf), más potentes que los Rolls-Royce Avon originales. Además recibieron leves modificaciones las ventanas y la cubierta del fuselaje, se redujo la tripulación de tres a dos miembros, se añadieron depósitos de combustible en los extremos de las alas, las góndolas del motor fueron modificadas para aportar la refrigeración adicional que demandaban los nuevos motores, y las puertas de la bodega fueron sustituidas por unas que originalmente habían sido diseñadas para el Martin XB-51.
El primer avión de producción realizó su primer vuelo el 20 de julio de 1953, siendo aceptado por la Fuerza Aérea el 20 de agosto de ese mismo año. El B-57 Canberra estuvo en producción entre los años 1953 y 1957, construyéndose durante este periodo un total de 403 unidades.

## Historia operacional
La primera versión de producción, denominada B-57A, inicialmente no fue considerada como preparada para entrar en combate por la Fuerza Aérea de los Estados Unidos (USAF), por lo que únicamente fue utilizada para la realización de pruebas y como desarrollo del modelo. El motivo por el que no se consideró listo para el combate fue por la disposición de la cabina y la falta de armamento, ya que el modelo original había sido diseñado para realizar bombardeos desde gran altitud y a altas velocidades, y no para dar apoyo aéreo cercano. Uno de los ejemplares de esa versión estuvo en servicio en la Administración Nacional Oceánica y Atmosférica (NOAA por sus siglas en inglés), donde fue equipado con un nuevo radomo, y fue empleado para realizar seguimiento de huracanes.
La versión definitiva, que recibió la denominación B-57B, contaba con una nueva disposición de cabina (en tándem), y una nueva ubicación de los frenos aerodinámicos para mejorar su eficacia, pasando de las alas a los laterales del fuselaje del avión. También se instalaron cuatro puntos de anclaje debajo de las alas, y se le equipó con ocho ametralladoras Browning de 12,7 mm en las alas, que posteriormente fueron sustituidas por 4 cañones M39 de 20 mm.
El primer B-57B realizó su primer vuelo el 18 de junio de 1954, sufriendo inicialmente problemas de motor, y varias unidades se perdieron en accidentes debido a problemas en su diseño, lo que hizo que la USAF considerara al avión inadecuado para realizar ataques nocturnos, y obligó a la compañía Glenn L. Martin Company a realizar una actualización de todos los aviones. A pesar de esto, a finales de 1957 la Fuerza Aérea comenzó a introducir el cazabombardero North American F-100 Super Sabre como sustituto del Canberra, aunque la retirada completa se retrasó debido a la guerra de Vietnam, donde el B-57 llegó a realizar bombardeos de precisión, y uno de los ejemplares fue modificado dentro del programa Pave Gat, instalándosele en una de las bodegas destinadas a almacenar bombas una torreta con un cañón M61 Vulcan de 20 mm.

### Reconocimiento y guerra electrónica

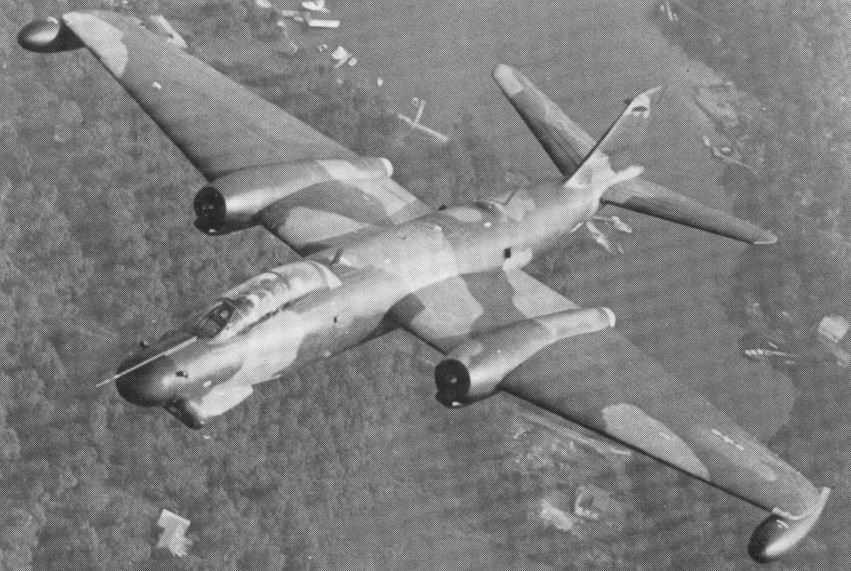
Martin B-57G Canberra de la Fuerza Aérea de los Estados Unidos en vuelo.

Mientras que la USAF encontró el B-57A con carencias, el RB-57A de reconocimiento fotográfico entró en servicio operativo. Volado por primera vez en octubre de 1953, los RB-57A equiparon completamente la 363rd Tactical Reconnaissance Wing en la Base de la Fuerza Aérea Shaw en julio de 1954. El avión también se desplegó con escuadrones de la Fuerza Aérea de los Estados Unidos en Alemania, Francia y Japón. Sin embargo, la preparación operacional fue deficiente y la aeronave sufrió importantes retrasos en la producción, debido a problemas con el motor. Wright había subcontratado la producción de motores J65 a Buick, lo que resultó en entregas lentas y una tendencia a que el aceite del motor ingresara en el sistema de sangrado del aire, llenando la cabina de humo. Los problemas se mejoraron cuando Wright se hizo cargo de la producción del motor en 1954. Los RB-57A también sufrieron una alta tasa de accidentes, causada en parte por un manejo deficiente con un solo motor. Esto resultó en que toda la flota pasara gran parte de 1955 en tierra. En 1958, todas las aeronaves RB-57A fueron reemplazadas en el servicio activo por el Douglas RB-66B y el McDonnell RF-101A. Las unidades de la Guardia Nacional Aérea utilizaron ampliamente el RB-57A en levantamientos fotográficos de los Estados Unidos hasta 1971.
El 7499th Support Group de la Wiesbaden AB, Alemania Occidental, utilizó una serie de RB-57A modificados en las misiones de reconocimiento de la Operación "Heart Throb" en Europa. Diez aviones fueron retirados de la línea de producción de Martin y las modificaciones fueron realizadas en agosto de 1955 por el Centro de Desarrollo de Wright Air y por Martin. Se eliminaron todos los equipos que no eran absolutamente esenciales para el papel fotográfico diurno. La puerta de la bodega de bombas fue retirada y se retiró el recubrimiento del área. Se retiró el asiento del operador del sistema/navegador, y se instaló un visor óptico en el morro para que el piloto pudiera realizar todas las tareas de reconocimiento sin la ayuda del navegador. El claro cono de plexiglás fue reemplazado por un opaco de fibra de vidrio, pero con una pequeña ventana de vidrio óptico para el visor. Los J65-BW-5 del avión fueron reemplazados por J65-W-7 de mayor empuje. El avión fue referido como RB-57A-1. El programa de reducción de peso redujo 5665 libras del peso del RB-57A, y el techo se incrementó en 5000 pies.
La Fuerza Aérea de la República de China utilizó dos RB-57A-1 para realizar misiones de reconocimiento en China; el 18 de febrero de 1958, un Mikoyan-Gurevich MiG-17 chino derribó a uno y el piloto resultó muerto. En 1959, se entregaron dos RB-57D para reemplazar los modelos A; uno de ellos fue derribado sobre China por un misil S-75 Dvina (Código OTAN: SA-2 Guideline), lo que marca la primera acción operativa exitosa de misiles tierra-aire. Otros dos RB-57A fueron utilizados por la Administración Federal de Aviación para planificar las vías aéreas de gran altitud para el próximo avión de pasajeros.
A partir de 1959, Martin comenzó a modificar los RB-57A retirados con equipos de contramedidas electrónicas (ECM) en la bodega de bombas. Redesignado EB-57A, estos aviones fueron desplegados con Escuadrones de Evaluación de Sistemas de Defensa, que desempeñaron el papel de agresores para entrenar a las unidades de defensa aérea amiga en el arte de la guerra electrónica. Las variantes de bombarderos posteriores también se modificaron para cumplir este papel. Aunque inicialmente conducida por unidades de la Fuerza Aérea en servicio activo, las misiones del EB-57 finalmente migraron a unidades seleccionadas de la Guardia Aérea Nacional. Los EB-57 de la ANG fueron reemplazados, en la década de 1980, por el más avanzado General Dynamics/Grumman EF-111A Raven de la USAF, operado por unidades de la USAF en servicio activo.
El Mando Aéreo Estratégico empleó 20 aviones RB-57D desde 1956 hasta 1964. Poco se sabe sobre su uso. La aeronave se retiró debido a la fatiga estructural y la llegada del U-2 y del SR-71.
Durante muchos años, dos WB-57F Canberra (NASA 926 y NASA 928) fueron volados y mantenidos por la NASA para la investigación atmosférica a gran altitud. Estos mismos dos aviones también se han desplegado alternativamente en Afganistán, para usarlos como plataformas de comunicaciones que vuelan alto sobre un área para vincular varios dispositivos de comunicaciones en el campo de batalla con otros activos aéreos, y se les conoció como Sistema de Nodo de Comunicaciones Aerotransportadas del Campo de Batalla (BACN). En 2011, se determinó que se necesitaba un tercer avión para cumplir con los requisitos de la misión, y se extrajo un WB-57 adicional de la 309.ª AMARG, después de más de 40 años, en la Base Aérea Davis-Monthan y volvió al estado de vuelo en agosto de 2013 como NASA 927.

### Guerra de Vietnam

#### Proyecto Patricia Lynn
Aunque fue pensado como un bombardero y nunca antes había sido desplegado por la USAF a una zona de combate, los primeros B-57 que se desplegaron en Vietnam del Sur no fueron operados en un papel ofensivo. La necesidad de activos de reconocimiento adicionales, especialmente aquellos capaces de operar de noche, llevó al despliegue de dos aviones RB-57E el 15 de abril de 1963. La USAF había otorgado a General Dynamics un contrato para modificar dos Canberras B-57E (55-4243, 55-4245) como aeronave de reconocimiento estratégico de altitud para todo clima. Bajo el proyecto Patricia Lynn, estas aeronaves proporcionaron cobertura infrarroja utilizando sus cámaras Reconofax VI.
Se eligió a General Dynamics para modificar el B-57E, ya que tenía una amplia experiencia en la modificación de Canberra con los proyectos RB-57D y RB-57F, y al convertir el B-57 en un avión de reconocimiento de gran altitud. La sección frontal del B-57E se modificó para albergar una cámara oblicua delantera KA-1 de 36 pulgadas y una cámara panorámica baja KA-56 utilizada en el Lockheed U-2. Montada dentro de la compuerta del compartimiento de bombas especialmente configurada, había una cámara vertical KA-1, una cámara vertical diurna dividida K-477, un escáner infrarrojo y una cámara oblicua izquierda KA-1. Los aviones modificados fueron redesignados RB-57E.
La Segunda División Aérea estaba desesperada por inteligencia táctica y, a su llegada, los pilotos que transportaron el RB-57E fueron asignados inmediatamente a la División como equipos de combate e informados sobre las misiones de los oficiales de inteligencia de la División en los vuelos de reconocimiento que harían.
La primera misión fue realizada el 7 de mayo de 1963, por el altamente clasificado escuadrón Patricia Lynn (Destacamento 1, 33d Tactical Group, más tarde 6250 Grupo de Apoyo de Combate, más tarde 460 Ala de Reconocimiento Táctico) operando desde la Tan Son Nhut AB. El Destacamento realizó misiones de reconocimiento nocturno para identificar los campos base de Viet Cong (VC), las fábricas de armas pequeñas y las áreas de almacenamiento y entrenamiento. Las salidas dieron resultados que hasta ese momento solo se habían deseado. Las imágenes nocturnas mostraban entrenamiento del VC y campamentos base; fábricas pequeñas y ocultas y depósitos de almacenamiento que las escuadrillas de RF-101 Voodoo habían volado durante el día y no habían podido localizar desde el aire. Los RF-101 existentes en 1963 solo podían fotografiar unos pocos kilómetros (tenían que volar muy bajo) por vuelo con sus cámaras. Los RB-57E podrían obtener imágenes de toda la frontera con Camboya en 2 vuelos y medio de 16 000 a 17 000 pies, con resultados superiores.
A partir de ese momento, las escuadrillas de Patricia Lynn volaron en misiones de día y de noche en Vietnam del Sur, Laos, Camboya y zonas de Vietnam del Norte hasta 1971, siendo parte de los últimos aviones tácticos de la USAF que se retiraron del país. El RB-57E llevó el distintivo de llamada "Moonglow". Algunas misiones volaron a bajo nivel sobre objetivos individuales, otras consistieron en 4 a 6 objetivos específicos. Por la noche, los RB-57E volaron por los canales y ríos en el delta del Mekong y en la parte sur de Vietnam del Sur. Los sampanes eran fáciles de detectar con el IR en "tiempo real" si la tripulación podía mantenerse sobre el canal, que era difícil en la oscuridad.
Los Estados Unidos comenzaron la Operación Tigre de acero sobre el Panhandle de Laos y la DMZ el 3 de abril de 1965, para localizar y destruir las fuerzas y el material enemigo que se movían hacia el sur por la noche, hacia el sur de Vietnam, y para evaluar los daños de los bombardeos, volando sobre los objetivos atacados durante la guerra secreta que Estados Unidos libró allí. Estos vuelos se asociaron con bombarderos B-57B que operaban desde la Base Aérea Bien Hoa y una aeronave de bengalas C-130 Hercules. Tres aeronaves más se modificaron posteriormente en 1964/65, lo que elevó el número de aeronaves a cinco.
Dos RB-57E se perdieron en operaciones de combate. El primero (S/N 55-4243) se perdió como resultado de un incendio en el fuselaje, causado por armas pequeñas mientras se encontraba en una misión de reconocimiento a baja cota en agosto de 1965. La tripulación saltó a salvo cuando estaba cerca de la Base Aérea de Tan Son Nhut. La segunda aeronave (S/N 55-4264) se perdió el 15 de octubre de 1968, luego de que un incendio en el motor iniciado por un incendio en tierra forzara a la tripulación a lanzarse.
Un sexto avión del Patricia Lynn (55-4257) se unió al equipo en 1968, como reemplazo de las pérdidas en combate. Este avión tenía un radar de seguimiento del terreno diseñado para permitir que el avión volara a una altitud constante, lo que, en teoría, produciría mejores fotos de reconocimiento. Desafortunadamente, el avión volaba tan bajo (500-1000 pies) que la película infrarroja se gastaba antes de que se pudiera fotografiar toda el área de evaluación.
Una actualización de 1968, en el marco del programa Compass Eagle, le dio a un asiento trasero una pantalla de vídeo para monitorear el sistema del escáner IR. Esto permitió a la tripulación solicitar ataques sobre objetivos en tiempo real, en lugar de tener que volver a la base para desarrollar las imágenes, momento en el cual el enemigo probablemente habría avanzado.
Hubo cambios frecuentes y actualizaciones del equipo, incluida la instalación de KA-82 de 12 pulgadas de distancia focal y cámaras KA-83 de distancia focal de 24 pulgadas. El equipo de infrarrojos fue útil para detectar el tráfico fluvial del VC durante la noche, a lo largo del delta del Mekong, al sureste de Saigón.
En 1969/70, las misiones del Patricia Lynn se trasladaron a Laos y Camboya, incluidas los ataques de la Operación Barrel Roll, en 1969. La operación del Patricia Lynn se terminó a mediados de 1971 con la inactivación de la 460.ª TRW, y los cuatro aviones supervivientes regresaron a los Estados Unidos. 
Los aviones RB-57E del Patricia Lynn conocidos fueron:
- Martin B-57E-MA 55-4243. Modificado a RB-57E en 1963. Perdido en combate con el Destacamento 1, 6250 Grupo de Apoyo de Combate, cuando fue alcanzado por fuego de tierra el 5 de agosto de 1965 y se incendió mientras regresaba a la base.
- Martin B-57E-MA 55-4245. Modificado a RB-57E en 1963. Regresó a CONUS en junio de 1971. Se convirtió a WB-57E. Retirado a MASDC como BM0069 15 de junio de 1972.
- Martin B-57E-MA 55-4237. Modificado a RB-57E en 1964. Regresó a CONUS en junio de 1971. Se convirtió a WB-57E. Retirado a MASDC como BM0070 el 28 de junio de 1972.
- Martin B-57E-MA 55-4249. Modificado a RB-57E en 1964. Regresó a CONUS en junio de 1971. Se convirtió a WB-57E. Retirado a MASDC como BM0068 el 15 de junio de 1972.
- Martin B-57E-MA 55-4264. Modificado a RB-57E en 1965. Perdido en combate con Destacamento 1, 460.º Ala de Reconocimiento Táctico, 25 de octubre de 1968 después de ser alcanzado por un fuego terrestre a 3 millas al suroeste de Truc Giang, Vietnam del Sur. Ambos tripulantes se expulsaron a salvo y fueron rescatados.
- Martin B-57E-MA 55-4257. Modificado a RB-57E en 1968. Equipado con un radar de seguimiento del terreno. Convertido a EB-57E en 1971 y transferido al Escuadrón de Evaluación de Sistemas de Defensa ADC 4677, Hill AFB, Utah. Retirado a MASDC en 1979.

Más tarde, en agosto de 1965, se desplegaría un solo RB-57F en Udorn, RTAB, en un intento de recopilar información sobre los sitios SAM de Vietnam del Norte, primero bajo el proyecto del Dios Griego y luego bajo el proyecto Mad King. En diciembre, se desplegaría otro RB-57F para este propósito, bajo el proyecto Sky Wave. Ninguno de los dos proyectos obtuvo resultados útiles y se terminaron en octubre de 1965 y febrero de 1966, respectivamente.

### Bombardeo e interdicción

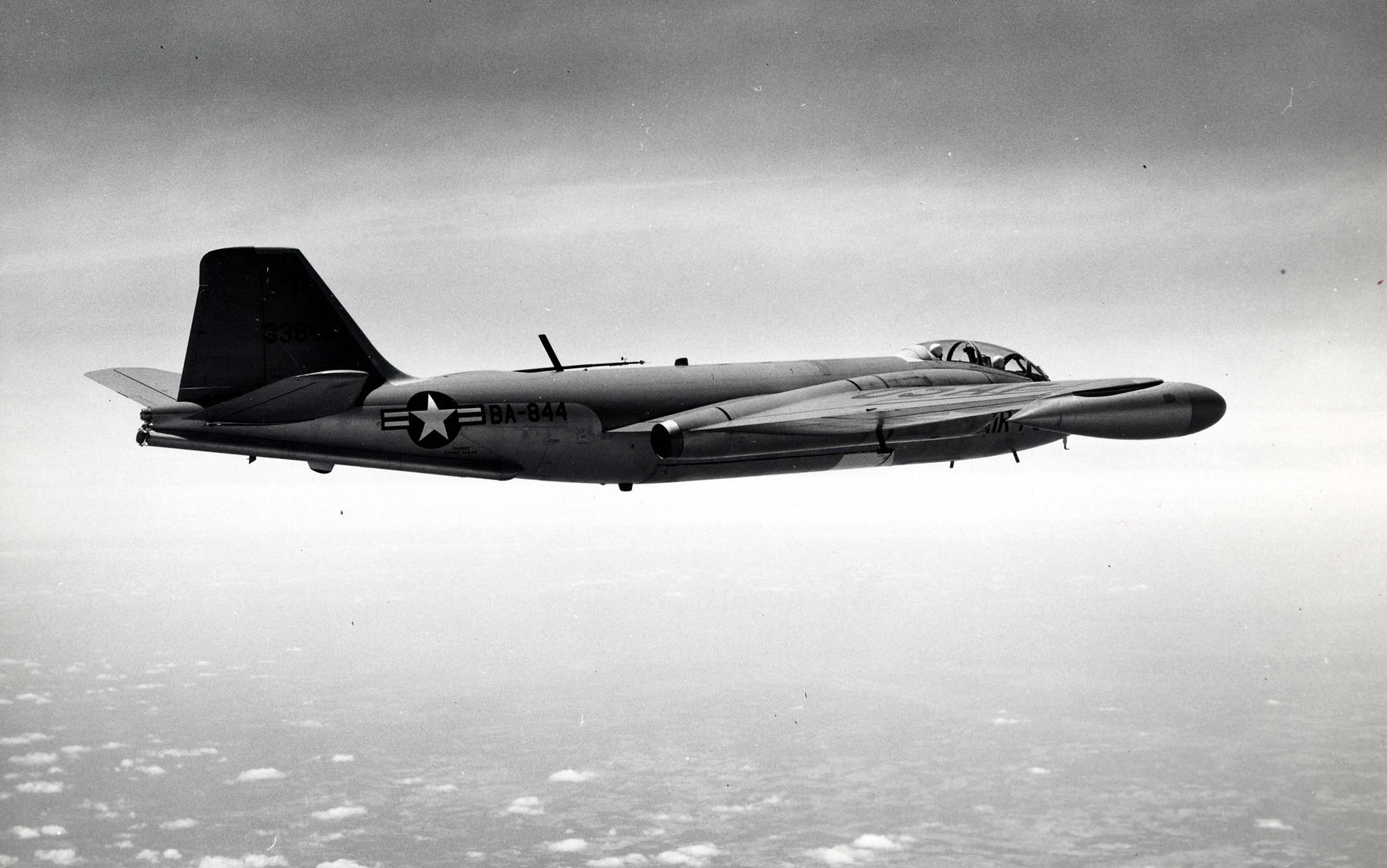
Martin B-57B Canberra de la Fuerza Aérea de los Estados Unidos en vuelo.

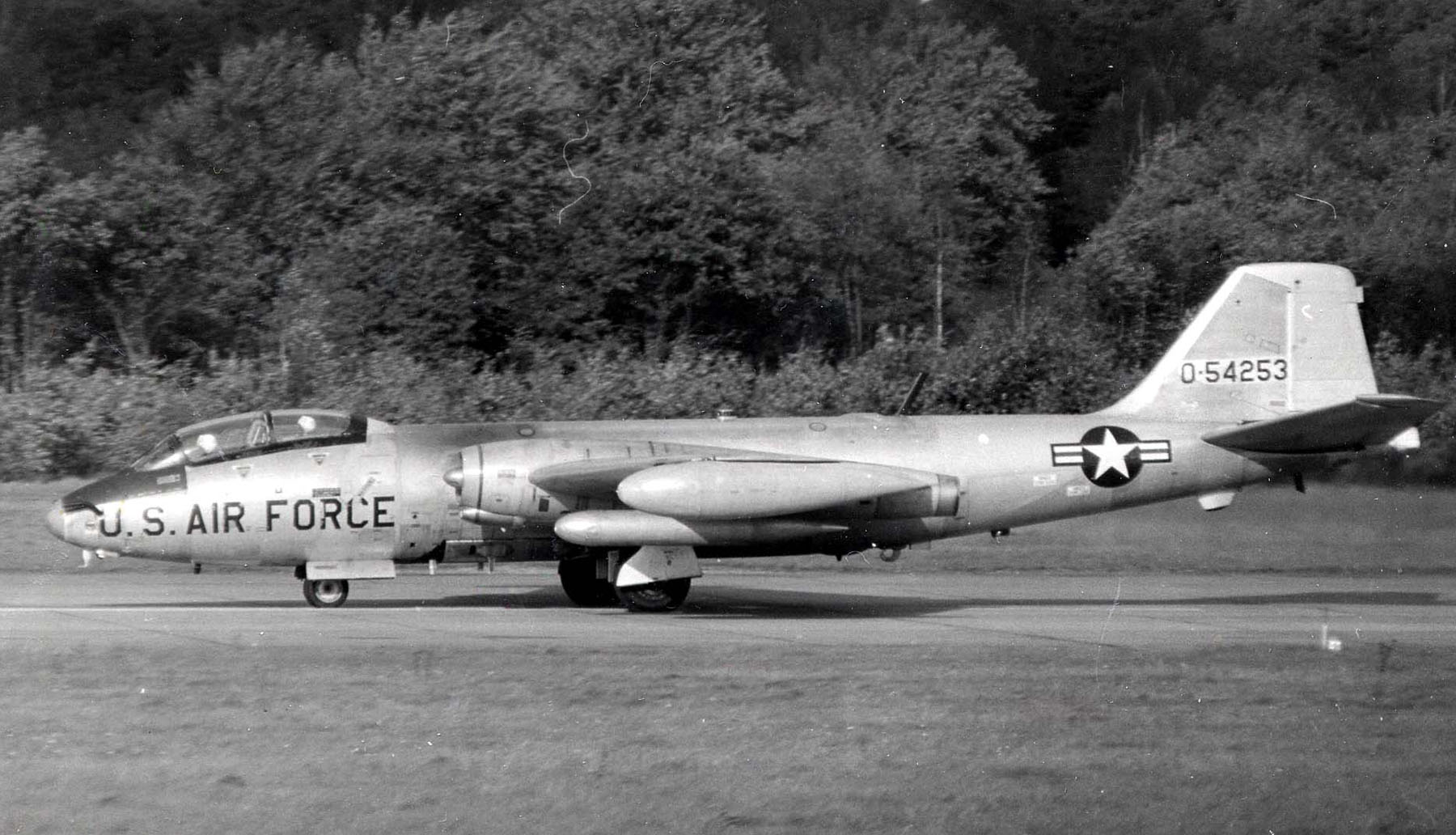
Martin EB-57E Canberra de la Fuerza Aérea de los Estados Unidos de perfil.

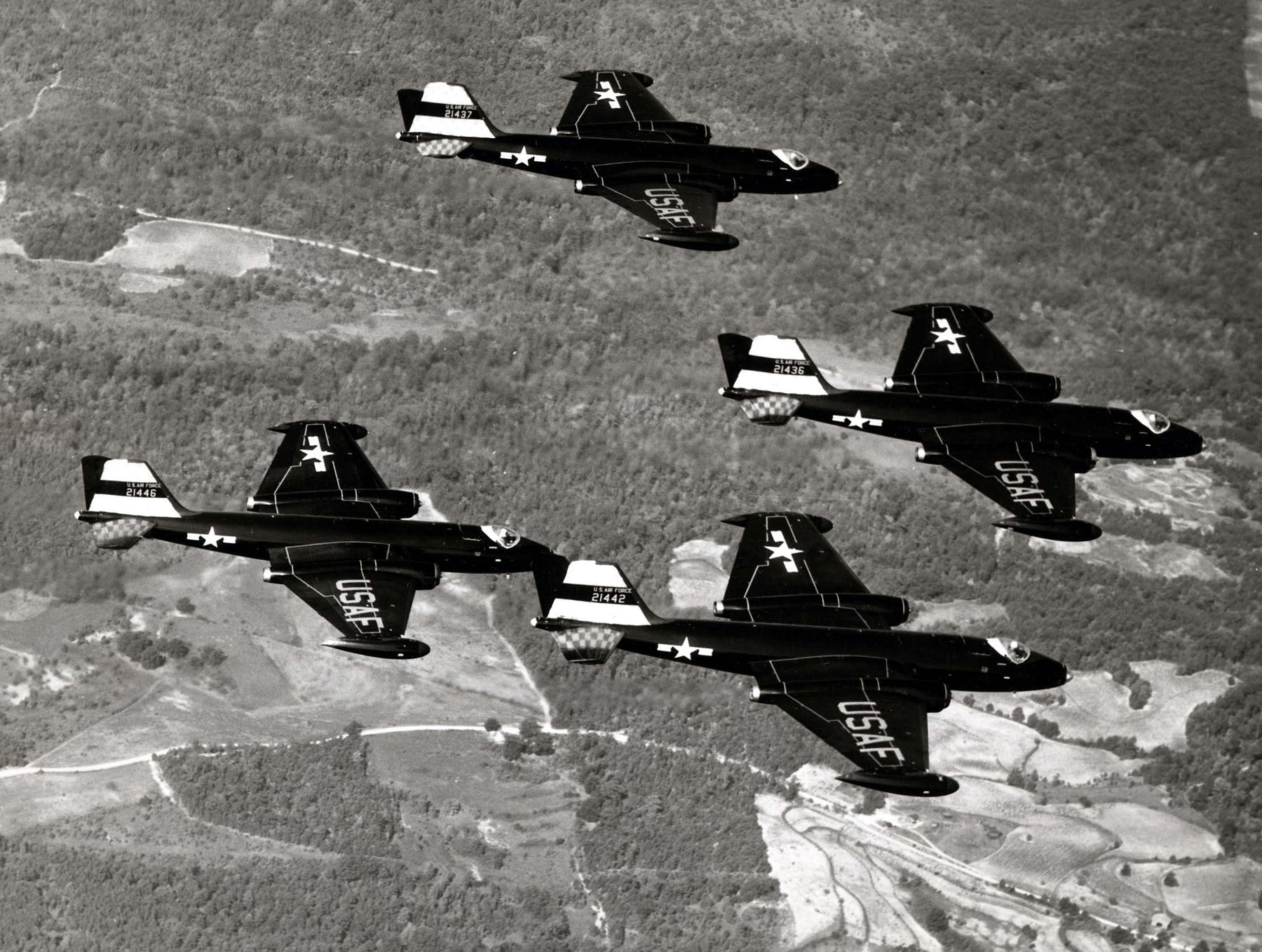
Formación de Martin RB-57A Canberra de la Fuerza Aérea de los Estados Unidos en vuelo.

El despliegue de B-57B con capacidad de combate real de los Escuadrones de Bombarderos 8 y 13 a la Base Aérea Bien Hoa en agosto de 1964 comenzó con dos aviones perdidos y uno dañado en colisiones a su llegada. Otros cinco aviones fueron destruidos, con otros 15 dañados por un ataque de mortero del Viet Cong en noviembre del mismo año. Las salidas de bajo nivel designadas como vuelos de entrenamiento se llevaron a cabo con la esperanza de que tuviera un efecto psicológico. Como resultado, la primera misión de combate se realizó solo el 19 de febrero de 1965. La primera incursión a Vietnam del Norte tuvo lugar el 2 de marzo como parte de la Operación Rolling Thunder. El avión generalmente llevaba nueve bombas de 500 lb (227 kg) en la bodega de bombas y cuatro bombas de 750 lb (340 kg) debajo de las alas. En abril, los Canberra comenzaron a volar misiones nocturnas de intrusos con el apoyo de Fairchild C-123 Provider de la Fuerza Aérea de los Estados Unidos o Lockheed C-130, aeronaves de bengalas y aviones de guerra electrónica EF-10B Skyknight de la USN.
Los B-57 Canberra de los Estados Unidos se utilizaron principalmente para realizar bombardeos en picado y ametrallamientos, con los primeros modelos montando ocho ametralladoras de calibre .50, cuatro por ala. Más tarde, los modelos montaron cuatro cañones de 20 mm, dos por ala, para ametrallamientos. Estas armas combinadas con sus cargas de bombas y cuatro horas de vuelo los convirtieron en excelentes aviones de apoyo en tierra, así como en excepcionales destructores de camiones a lo largo del camino de la ruta Ho Chi Minh. Desplegados a lo largo de la famosa "ruta" durante gran parte de sus ocho años en Vietnam, los Canberra participaron en campañas de búsqueda de camiones durante las operaciones Barrel Roll, Steel Tiger y Tiger Hound, ganando reputación con su "Centurion Club", que consistía en las tripulaciones de Canberra que alcanzaban 100 camiones destruidos.
El 16 de mayo de 1965, un B-57B armado explotó en la pista en Biên Hòa, provocando una reacción en cadena que destruyó otras 10 Canberra, 11 Douglas A-1 Skyraider y un Vought F-8 Crusader. Debido al desgaste en combate, en octubre de 1966, los B-57B se transfirieron a Phan Rang, donde apoyaron las operaciones en el Triángulo de Hierro junto con Canberra B.20 del escuadrón n.º 2 de la RAAF, de fabricación australiana. El avión también continuó volando misiones nocturnas de interdicción contra la ruta Ho Chi Minh. De los 94 B-57B desplegados en el Sudeste Asiático, 51 se perdieron en combate y siete otras Canberra se perdieron por otras causas. Solo nueve seguían volando en 1969.
Los B-57 regresaron al Sudeste Asiático en la forma del B-57G Tropic Moon III, desplegado en Tailandia durante el otoño de 1970. Destinado como un intruso nocturno para ayudar a combatir el movimiento a lo largo de la ruta Ho Chi Minh, estos aviones estaban equipados con una variedad de nuevos sensores y otros equipos, y fueron capaces de dejar caer municiones guiadas por láser. Las tasas de muertes relativas por salida durante la Operación Comando Hunt V entre el B-57G y el AC-130A/E mostraron que el primero no era tan adecuado para el papel del cazador de camiones. Un intento de combinar ambos llevó a que se modificara un B-57G para albergar una instalación especial en la bodega de bombas de una torreta Emerson TAT-161 con un solo cañón M61 de 20 mm como arma de fuego, en el marco del proyecto Pave Gat. Después de demoras en las pruebas en la Base Aérea de Eglin, Florida, debido a la competencia por el tiempo de misión de los B-57G de Tropic Moon III, las pruebas del Pave Gat demostraron "que el B-57G podría atacar objetivos estacionarios o móviles con su cañón de 20 mm, de día o de noche. Cargado con 4000 cartuchos de munición, el B-57G del Pave Gat podría atacar hasta 20 objetivos, tres veces más que el B-57G portador de bombas. El avión Pave Gat podría evitar disparos antiaéreos disparando desde posiciones de compensación, mientras que el portador de bombas tenía que pasar directamente sobre el objetivo". Sin embargo, las Fuerzas Aéreas Séptima y Trece y otras se resistieron al despliegue en la SEA, ya que en agosto de 1971 se había tomado la decisión de devolver el escuadrón B-57G a los Estados Unidos a principios de 1972, lo que dejaba un tiempo de evaluación insuficiente. El Proyecto Pave Gat se terminó el 21 de diciembre de 1971. El B-57G se retiró de Tailandia en mayo de 1972. Los planes continuaron para la continuación del programa B-57G, pero los recortes de gastos posteriores al conflicto forzaron el abandono de estos planes.
Por un corto período de tiempo, el personal de la Fuerza Aérea de la República de Vietnam (RVNAF) operó cuatro aviones B-57B. El RVNAF nunca tomó oficialmente el control de las aeronaves y, después de los accidentes y otros problemas, incluidas las reclamaciones aparentes de los pilotos RVNAF de que el B-57 estaba más allá de sus capacidades físicas, el programa se terminó en abril de 1966 y las aeronaves se devolvieron a sus unidades originales de la USAF.
Se registró que un total de 58 B-57 Canberra se habían perdido durante la guerra de Vietnam; de estos, 26 se perdieron por disparos desde el suelo, 5 se perdieron por fuego de mortero y en ataques por tierra, 4 se perdieron por colisiones en el aire, 10 se perdieron por explosiones accidentales de bombas en el aeródromo, 7 se perdieron por causas operativas y 6 se perdieron por causas desconocidas. Estas cifras incluyen dos B-57E Canberra del 1.er grupo táctico Det 33rd.

### Pakistán
La Fuerza Aérea de Pakistán fue uno de los principales usuarios del B-57 y lo utilizó en dos guerras contra la India. En la guerra indo-paquistaní de 1965, los B-57 volaron 167 salidas, lanzando más de 600 toneladas de bombas. Tres B-57 se perdieron en acción (sólo uno como resultado de la acción del enemigo), junto con un avión de inteligencia electrónica RB-57F. Durante la guerra, el ala de bombarderos de la PAF estuvo atacando la concentración de aeródromos en el norte de la India. Para evitar a los bombarderos enemigos, los B-57 operaron desde diferentes bases aéreas, despegando y regresando a diferentes bases para evitar ser atacados. Los bombarderos B-57 llegarían sobre sus objetivos en una corriente a intervalos de unos 15 minutos, lo que llevó a lograr una interrupción importante del esfuerzo general de la IAF. El desconocido as de vuelo pakistaní 8-Pass Charlie, fue nombrado así por sus adversarios por hacer ocho pases a la luz de la luna, para bombardear diferentes objetivos con cada una de las bombas del B-57.
Durante la guerra indo-paquistaní de 1971, la PAF volvió a utilizar el B-57. En la primera noche, se atacaron 12 pistas de la IAF y se lanzaron un total de 183 bombas, lo que dejó inútiles los aeródromos de la India de 6 horas a 6 días. A medida que avanzaba la guerra, los B-57 de la PAF llevaron a cabo muchas misiones nocturnas. Hubo una tasa de desgaste más alta que en 1965, con al menos cinco B-57 fuera de servicio al final de la guerra.
El Escuadrón de B-57 de PAF fue el primero en formar un equipo de acrobacias aéreas de formación regular de cuatro de estos aviones.
Fueron retirados del servicio de la PAF en 1985.

## Variantes
B-57A
Primera versión de producción. Ocho unidades construidas.
B-57B
Versión de producción definitiva. Contaba con cabina en tándem, 8 ametralladoras de 12,7 mm o 4 cañones de 20 mm. Se construyeron 202 unidades.
B-57C
Versión de entrenamiento con mandos duplicados. Realizó su primer vuelo el 30 de diciembre de 1954. 38 unidades construidas.
B-57E
Remolcador de objetivos. Realizó su primer vuelo el 16 de mayo de 1956. 68 unidades construidas.
B-57G
Modificación de la versión B-57B adaptada para operar como intruso nocturno con FLIR, LLTV y designador láser en el frontal, capaces de guiar bombas por láser. 16 unidades convertidas.
EB-57A
Versión electrónica convertida a partir de 12 unidades de la versión RB-57A.
EB-57B
Versión con contramedidas electrónicas convertida a partir de 22 unidades de la versión B-57B.
EB-57D
Versión con contramedidas electrónicas convertida a partir de 9 unidades de la versión RB-57D.
EB-57E
Versión electrónica convertida a partir de una unidad de la versión B-57E.
RB-57A
Versión de reconocimiento con cámaras instaladas en la bodega destinada a las bombas. 67 unidades construidas.
RB-57B
Versión de reconocimiento construida a partir de una unidad de la versión B-57B.
RB-57D
Versión de reconocimiento de alta cota, equipada con motores Wright J57-P-9, y envergadura incrementada hasta los 32 metros. Realizó su primer vuelo el 3 de noviembre de 1955. Se construyeron 20 unidades.
RB-57E
Versión de reconocimiento todo tiempo realizada a partir de una unidad de la versión B-57E. Fue empleado durante la guerra de Vietnam.
RB-57F
Versión de reconocimiento de alta cota, desarrollada por General Dynamics, equipada con motores turbofán TF33-P-11A, pudiendo equipar también motores auxiliares turborreactores J60-P-9. Realizó su primer vuelo el 23 de junio de 1963. Se construyeron 21 unidades (3 convertidas a partir de RB-57A, 4 desde RB-57D y los 14 restantes desde B-57B).
WB-57F
Versión de reconocimiento climatológico, realizada a partir de la modificación de 21 unidades de la versión RB-57F.

## Operadores
República de China

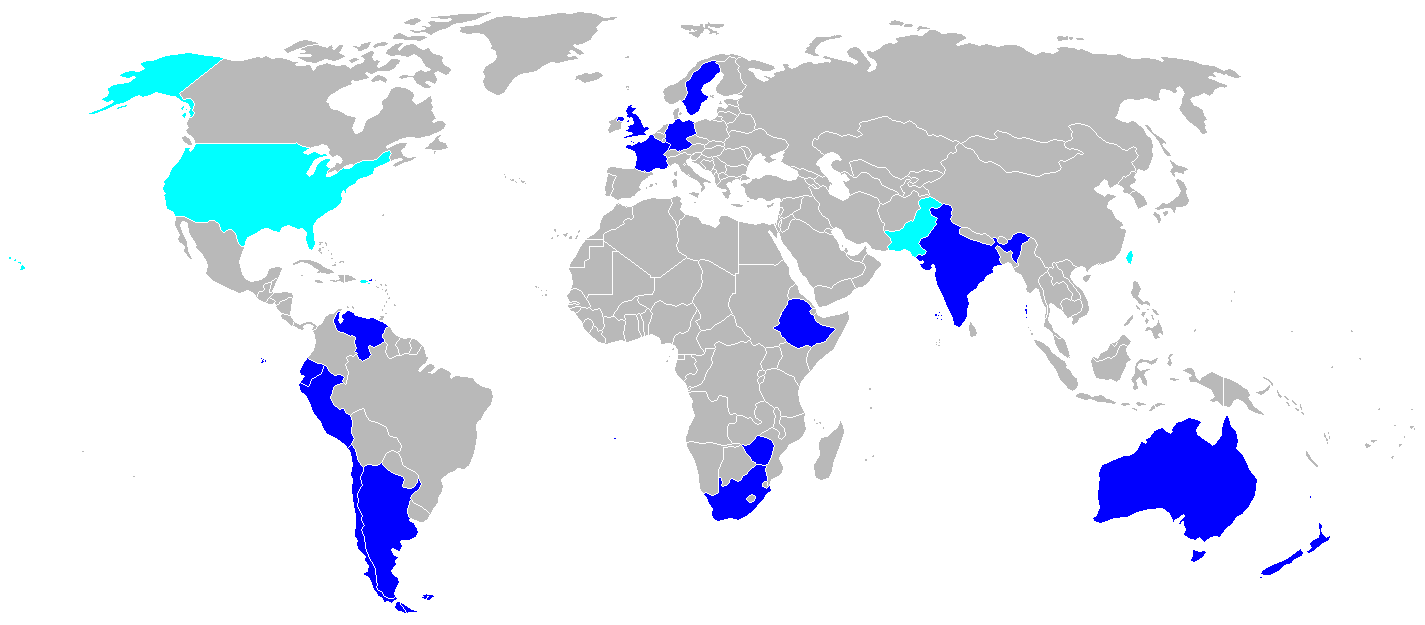
Países que operan u operaron el Martin B-57 Canberra.
Países que operaron el English Electric Canberra.

- Fuerza Aérea de la República de China

 Estados Unidos
- Fuerza Aérea de los Estados Unidos
- NASA
- Centro Nacional de Investigación Atmosférica
- Administración Nacional Oceánica y Atmosférica

 Pakistán
- Fuerza Aérea de Pakistán: comenzó a recibir 25 Martin B-57B en el año 1959.[9]

## Especificaciones

### Características generales
- Tripulación: Dos
- Longitud: 20 m (65,6 ft)
- Envergadura: 19,5 m (64 ft)
- Altura: 4,5 m (14,8 ft)
- Superficie alar: 89 m² (958 ft²)
- Peso vacío: 12 285 kg (27 076,1 lb)
- Peso cargado: 18 300 kg (40 333,2 lb)
- Peso máximo al despegue: 24 365 kg (53 700,5 lb)
- Planta motriz: 2× turborreactor Wright J65-W-5.
  - Empuje normal: 32,1 kN (3273 kgf; 7216 lbf) de empuje cada uno.

### Rendimiento
- Velocidad máxima operativa (Vno): 960 km/h (597 MPH; 518 kt) (Mach 0,79)
- Velocidad crucero (Vc): 765 km/h (475 MPH; 413 kt)
- Velocidad de entrada en pérdida (Vs): 200 km/h (124 MPH; 108 kt)
- Radio de acción: 1530 km con 2380 kg de bombas
- Alcance en ferry: 4380 km
- Techo de vuelo: 13 746 m (45 100 ft)
- Régimen de ascenso: 31,4 m/s (6181 ft/min)
- Carga alar: 205 kg/m² (42 lb/ft²)
- Empuje/peso: 0,36

### Armamento
- Armas de proyectiles: 4 cañones M39 de 20 mm
- Bombas: 2000 kg en las bodegas, pudiendo llevar bombas nucleares, y 1300 kg en los puntos de anclaje externos

## Aeronaves relacionadas

### Desarrollos relacionados
- Douglas XB-22
- English Electric Canberra

### Aeronaves similares
- Avro Canada CF-100 Canuck
- Martin XB-51
- North American AJ Savage
- North American B-45 Tornado
- Ilyushin Il-28

### Secuencias de designación
- Secuencia Numérica (interna de Martin): ← 247 - 259 - 270 - 272 - 290 - 303 - 307 →
- Secuencia B-_ (Bombarderos del USAAC/USAAF/USAF, 1926-1962): ← B-54 - XB-55 - B-56 - B-57 - B-58 - XB-59 - YB-60 →